# Nhạc nền phim
Nhạc nền phim (đôi khi được gọi là nhạc phim, nhạc bối cảnh, hay nhạc phụ) là phần âm nhạc nguyên bản được biên soạn riêng để đi kèm với một bộ phim. Nhạc nền phim là một phần của nhạc phim, phần nhạc cũng thường bao gồm các đoạn đối thoại và hiệu ứng âm thanh. Nhạc nền phim thường được biên soạn bởi một hay nhiều nhà soạn nhạc, dưới sự hướng dẫn của, hoặc trong sự hợp tác với đạo diễn và/hoặc nhà sản xuất phim, và thường được trình bày bởi một nhóm các nghệ sĩ – hầu hết thường bao gồm một dàn nhạc hoặc ban nhạc, một người chơi nhạc cụ, và một đội hợp xướng hoặc ca sĩ – và được thu âm bởi một kỹ sư âm thanh.
Nhạc nền phim bao gồm một số lượng lớn các phong cách âm nhạc khác nhau, phụ thuộc vào tính chất của bộ phim mà nó đi kèm. Phần lớn các nhạc nền phim là những sản phẩm hòa tấu có nguồn gốc từ nhạc cổ điển phương Tây, nhưng một số khác cũng chịu ảnh hưởng từ nhạc jazz, rock, pop, blues, new-age và ambient, và một phạm vi rộng các phong cách âm nhạc của các dân tộc và của thế giới. Thập niên 1950 chứng kiến sự tăng lên về mặt số lượng của các nhạc nền phim có bao gồm yếu tố điện tử là một phần trong bản nhạc, và nhiều nhạc nền phim được biên soạn hiện nay là sự kết hợp giữa dàn nhạc giao hưởng và các nhạc cụ điện tử.
Cùng với sự phát triển của kỹ thuật số và những âm thanh mẫu, nhiều bộ phim kinh phí thấp đã có thể dựa vào những âm thanh mẫu kỹ thuật số để mô phỏng âm thanh từ các nhạc cụ, và nhiều nhạc nền phim được thực hiện và trình bày hoàn toàn bởi chính những nhà biên soạn, bằng cách sử dụng những phần mềm soạn nhạc phức tạp.
Các bài hát thường không được coi là một phần của nhạc nền phim, dù cho các bài hát cũng tạo nên một phần của nhạc phim. Mặc dù một số bài hát, đặc biệt là trong các bộ phim nhạc kịch, thường được dựa trên ý tưởng chủ đề của phần nhạc nền, phần nhạc nền thường không có lời hát, trừ một số được hát bởi các đội hợp xướng hoặc ca sĩ.

## Sự liên quan đối với những đạo diễn
Đôi khi, một nhà soạn nhạc có thể hợp tác với các đạo diễn bằng cách biên soạn phần nhạc nền cho những bộ phim của cùng một đạo diễn đó. Ví dụ, Danny Elfman thực hiện phần nhạc nền phim cho mọi bộ phim của Tim Burton, trừ Ed Wood (có phần nhạc nền được thực hiện bởi Howard Shore) và Sweeney Todd: The Demon Barber of Fleet Street (có phần nhạc nền được thực hiện bởi Stephen Sondheim). Một số ví dụ khác là John Williams và Steven Spielberg, Jerry Goldsmith với Joe Dante và Franklin Schaffner, Ennio Morricone với Sergio Leone, Mauro Bolognini và Giuseppe Tornatore, Alan Silvestri và Robert Zemeckis, Angelo Badalamenti và David Lynch, James Newton Howard và M. Night Shyamalan, Éric Serra và Luc Besson, Patrick Doyle và Kenneth Branagh, Howard Shore và David Cronenberg, Carter Burwell và Joel & Ethan Coen, Hans Zimmer và Christopher Nolan, Harry Gregson-Williams và Tony Scott, Clint Mansell và Darren Aronofsky và Trent Reznor & Atticus Ross và David Fincher.